# Samuel Green (criminal)
Samuel Green (1796 – 25 de abril de 1822) fue un criminal, 
asesino y ladrón en los Estados Unidos de principios del siglo XIX. Se le ha llamado el primer «enemigo público número uno» de Estados Unidos.

## Primeros años
Samuel Green nació en Meredith, Nuevo Hampshire en 1796. A temprana edad, sus padres creyeron que estaba poseído por un demonio debido a sus frecuentes faltas en la escuela y por ello lo azotaban. En su adolescencia, se convirtió en aprendiz de herrero donde fue azotado por robar. También fue azotado por destruir el jardín del herrero, pero no lo admitió. Luego fue enviado a casa y azotado de nuevo. En represalia, Green arrojó al perro de la familia a un pozo, contaminando el agua y causando grandes gastos a la familia. Fue golpeado severamente por esto. Tomó represalias cortando el cuello del cerdo familiar y fue azotado nuevamente.
La familia se rindió y envió a Samuel a vivir con un amigo de la familia, Albert Dunne en New Hampton, Nuevo Hampshire. Green asistió a la escuela por un tiempo, pero comenzó a faltar nuevamente. Luego robó el arpa de un judío de una tienda y Dunne lo golpeó como castigo. Green huyó a casa y sus padres, después de haber oído hablar del robo, lo golpearon hasta dejarlo inconsciente. Green fue enviado de nuevo con  Dunne y luego azotado hasta que la carne de su espalda fue despellejada.
En represalia por la última paliza, Green preparó una trampa para matar a Dunne. Puso un hacha, que caería sobre su cabeza y una horquilla, que lo golpearía, en la puerta del granero. Cuando Dunne entró en el establo, el hacha cortó su abrigo y la horquilla le causó una leve lesión en el pie. Dunne luego de esto, ató a Green contra la puerta del granero, y procedió a azotarlo gravemente hasta dejarlo ensangrentado por el intento de asesinato. Más tarde, Green destruyó un barril de sidra, robó montones de maíz e intentó quemar el granero de Dunne. Como de costumbre, fue azotado y golpeado por Dunne.
Después de unos meses, Green se volvió demasiado fuerte para Dunne y este lo dejó ir. Más tarde, Green conoció a otro joven llamado William Ash.

## Carrera criminal
Green y Ash fueron a New Hampton, donde conocieron a un vendedor ambulante llamado Franklin Loomis. Éste se convirtió en su mentor, enseñándoles cómo falsificar billetes y robar casas de ricos, empresas y bancos. Un día llegaron a una escuela y Green lanzó un gran trozo de madera debajo de un trineo lleno de niños, poniéndolos en peligro. El maestro los atrapó y los golpeó severamente. Más tarde esa noche, los dos esperaron a que el maestro de la escuela saliera y lanzándole piedras lo dejaron inconsciente, lo despojaron de su ropa, lo ataron y esperaban que se congelara. Sin embargo, fue encontrado y sobrevivió.
Green y Ash viajaron a través de Guilford y Burlington, Vermont, donde Green se unió al ejército. Poco tiempo después desertó, pero fue capturado y azotado. Más tarde, Green escapó a Nuevo Hampshire y se reunió con su familia. Se había hecho rico en ese momento debido a la falsificación. Green le compró una vaca a su madre y gastó el resto de su dinero en ropa elegante, un caballo, joyas y comida.
A Green se le acabó el dinero y se fue a Boston, donde se convirtió en sirviente de hombres ricos. Durante el día, él era un sirviente leal, pero en la noche Green robaba de las casas objetos de valor y huía. En ese tiempo, Green regresó con Loomis, quien le había enseñado a abrir cerraduras de manera más eficiente y a fabricar llaves duplicadas. Green y Ash habían robado cientos de casas y oficinas. En Bath, Nuevo Hampshire, los dos se encontraron con un vendedor de joyas que les permitió inspeccionar sus productos. Después lo emboscaron cuando pasaban junto a él. Fue derribado de su mula y golpeado hasta la muerte para eliminar a un testigo.
Green luego recorrió Nueva Inglaterra, matando y robando. Fue encarcelado bajo sospecha varias veces, pero puesto en libertad porque no había pruebas suficientes. Ash también lo ayudó a escapar de la cárcel en numerosas ocasiones. Después de robar una tienda de joyas en Montreal, fue perseguido por un grupo, disparando y matando a varios de los hombres en el camino. Más tarde fue capturado y condenado a la horca en un breve juicio. Ash lo ayudó a escapar y Green se escondió en las montañas de Nuevo Hampshire.
Green luego comenzó a robar casas y tiendas en la ciudad de Nueva York y Albany. Más tarde, mató a un rico viajero francés en Middlebury, Vermont. Green continuaría violando, robando caballos, asaltando, falsificando y asesinando desde Montpelier, Vermont, hasta Schenectady, Nueva York y desde Saco, Maine, hasta Barre, Vermont. Se convirtió en el «enemigo público número uno». Se ofrecieron altas recompensas por él.

## Captura final y secuelas
Green fue arrestado por robar una tienda en Danvers, Massachusetts, mientras estaba borracho. Fue condenado por robo a cuatro años de prisión y enviado a la cárcel en Boston. Green intentó escapar varias veces y tuvieron que usar grilletes especiales y zuecos para frenarlo. Como consecuencia se le añadieron más años a su sentencia. 
Más tarde, Green descubrió que un prisionero negro, Billy Williams, lo había delatado ante los funcionarios y así frustrado su escape anterior. Una vez que Green estuvo fuera del confinamiento solitario, envenenó la comida de Williams; sin embargo, éste no la comió. El 8 de noviembre de 1821, Green atacó a Williams y fracturó su cráneo con una barra de hierro. Mientras aún estaba inconsciente, Williams fue golpeado con la barra de hierro al continuar Green el ataque, resultando con las costillas, los brazos y las piernas rotos. Williams murió debido a sus heridas la semana siguiente.
Green fue declarado culpable de asesinato y se le dio una fecha de ejecución el 25 de abril de 1822. En la horca, Green informó al sacerdote que no tenía nada que decir a los muchos espectadores presentes. «No sabrán mi destino», dijo. «He escrito mi confesión en su totalidad». El sacerdote respondió: «¿Estás arrepentido, hijo mío?» Una vez colocada la cuerda, Green le dirigió al sacerdote una larga mirada y una delgada sonrisa se curvó hacia arriba y respondió: «Si lo desea».